# Écriture safaïtique
L'écriture safaïtique est une écriture arabe, connue par des milliers d'inscriptions datant du Ier siècle av. J.-C. au IVe siècle apr. J.-C. gravées sur des rochers dans le désert, au Proche et Moyen-Orient. Cette écriture, découverte en 1857 au sud-Est de Damas, était utilisée par un large groupe de tribus bédouines pré-islamiques occupant un veste territoire qui s'étendait du Hauran au nord de l'Arabie.

## Étymologie et histoire du déchiffrement
Le terme safaïtique vient du nom propre Safa qui désigne le désert situé au Sud-Ouest de Damas où des inscriptions gravées sur des rochers ont été découvertes en 1857 par le diplomate et voyageur anglais Cyril Clerke Graham et en 1858 par le consul de Prusse et orientaliste Johann Gottfried Wetzstein qui recopie, sans toutefois pouvoir les lire, 379 inscriptions en traversant le désert du Hauran. À partir de 1862, des expéditions scientifiques européennes se multiplient mais ce système d'écriture n'est totalement déchiffré qu'au début du XXe siècle par l'orientaliste Joseph Halévy et le philologue Franz Praetorius (de).

## Le système d'écriture
Cette écriture a été utilisée aux confins de la Syrie, de l'Arabie saoudite et de la Jordanie. Elle serait une forme de l'alphabet sud-sémitique et aurait été utilisée pour écrire une langue arabe empruntant une partie de son lexique à l'araméen et à l'hébreu. Les populations des provinces romaines de Syrie et d'Arabie plus proches de la Méditerranée ne semblent pas l'avoir utilisée, elle devait être employée exclusivement par les Bédouins.